# Mauronto di Marsiglia
Mauronto di Marsiglia (VIII secolo – VIII secolo) è stato un abate e vescovo francese.

## Biografia
Fu vescovo di Marsiglia nell'VIII secolo. Monaco dell'abbazia di San Vittore a Marsiglia, ne divenne abate e infine fu nominato vescovo di Marsiglia.
Abbiamo pochi elementi sulla sua vita, a parte il suo intervento presso Carlo Magno a Herstal per ottenere la restituzione dei beni della chiesa e dell'Abbazia di San Vittore; questo diploma è datato da Louis Duchesne al 23 febbraio 780. Ciò è attestato dalle copie giudiziarie di un procedimento a Digne nel 782.

## Culto
La chiesa di Horgues, nella diocesi di Tarbes e Lourdes, è dedicata a lui, così come una cappella della chiesa di san Vittore a Marsiglia.
Inoltre il suo nome è stato dato a un quartiere di Marsiglia, dal nome della chiesa a lui ivi dedicata nel 1854.
La sua memoria liturgica cade il 21 ottobre.